# 墨西哥LGBT權益
墨西哥的女同性戀者、男同性戀者、雙性戀者與跨性別者（LGBT）權益近年來也隨著世界法律潮流逐步發展。墨西哥的LGBT歷史可大致分為三個時期：前哥倫布時代、總督時代和獨立時代，無論在時間和空間上，皆和墨西哥的三大歷史時代相呼應。
前哥倫布時代人民和殖民早期所留下的文獻資料稀少且難以理解。作者普遍著筆於他們驚訝或反對的美洲原住民習俗，但企圖站在譴責或致歉的立場，致使無法區分現實和宣傳層面。總體而言，除了阿茲特克人似乎和西班牙人態度一樣外，其他原住民則對「伯達奇」（Berdache）－一種雙靈的薩滿－較為寬容。
受法國大革命和短暫的法國武裝干涉墨西哥（1862年至1867年）啟蒙，拿破崙刑法典頒布，在1871年除罪化同性性行為。然而，官方仍可以藉由禁止公然猥褻的法律懲處。墨西哥的同意年齡是18歲，無論性傾向。
2015年6月3日，墨西哥国家最高法院发布“司法论断”，将同性伴侣加入了婚姻的定义中。原条文将婚姻局限于男女之间的关系被法院认为违宪。但判决并不能直接修改各州的现有婚姻法。2016年，最高法院将LGBT收養作出了类似裁决。尽管这两项裁决没有直接废除墨西哥的同性婚姻和领养禁令，但它们命令该国的每一位法官都必须支持寻求同性伴侣婚姻和/或领养权利的申请。截至2022年12月31日，该国的每一个州都通过立法、行政命令或司法合法化了同性婚姻，但只有20个州允许同性伴侣收养孩子。此外，在坎佩切州、科阿韦拉州、墨西哥城、米却肯州、西纳罗亚州、特拉斯卡拉州和韦拉克鲁斯州，同性和异性夫妇均可进行民事結合。
墨西哥的左翼政党民主革命党、劳动党、聚合党和革命制度党都积极参与推动了同性婚姻合法化。

## 历史
墨西哥的多个原住民族中都有对同性恋和跨性别身份的接受现象被记录下来, 最著名的包括萨波特克人和玛雅人. 萨波特克人承认一种传统的 第三性别, 称为muxe, 其性别身份介于男性与女性之间。 通常在出生时被指定为男性，但在行为和举止上更接近女性，并从事男性与女性的工作。在家庭中拥有一位被视为好运与祝福的象征。
她们在英文出版物中常被称为跨性别。
"Muxe, 是那些表面主要为男性，但展现出某些女性化特征的人群，在萨波特克族人群中十分常见。他们在男性与女性之间扮演着“第三性别”的角色，具有两者的一些特征。尽管他们被视为有别于一般的异性恋男性，但在其社群中既不被贬低，也不遭歧视。萨波特克人受天主教思想影响已逾四个世纪。
梅斯蒂索人, 特别是梅斯蒂索警察，有时会骚扰甚至迫害 muxe 少年，但萨波特克父母——尤其是母亲与其他女性亲属——会迅速出面保护他们，捍卫他们“做自己”的权利。 正如她们所说：“上帝就是这样造他们的。”我从未听过任何一位伊斯莫斯萨波特克人表示 muxe 是“选择”成为 muxe的。在他们看来，无论是性别还是性取向（两者在该文化中并无明确区分），都不被视为“可以选择的”，就如同人无法选择自己的肤色一样荒谬。

 — Beverly Chiñas（贝弗莉·奇尼亚斯）
传统上，玛雅社会对同性恋相对宽容。在宗教仪式与同性行为之间存在紧密联系。一些萨满会与病人发生同性性行为，而祭司则在与神明的仪式中进行同性行为。
同样，托尔特克人也被认为“极度宽容性行为”，他们在公共场合表现出性与色情，包括同性性行为。
然而，关于阿兹特克社会中的同性关系，所知甚少。Some 一些资料称，年轻阿兹特克男性之间的同性恋行为被容忍（同性行为常在神庙和战斗前进行），但成年男性则不被允许，违者可能被判处死刑。被动的成年男性（纳瓦特尔语称为 cuiloni，意指“被动者”）通常会被处以肛穿刺致死，而主动的男性通常不会受到惩罚。另一方面，许多阿兹特克贵族和富商同时拥有男性与女性妓者，并参与同性关系；某些宗教仪式中同性恋行为是被接受的，最显著的例子是与特斯卡特利波卡祭祀相关的仪式。间性人（纳瓦特尔语称为 patlache，意为“具有双性特征者”）在阿兹特克社会中被视为“可憎的女人”，通常会被处死。然而，一些资料指出，同性恋在阿兹特克人中更为普遍且被容忍，而对这种行为的负面评价主要来自西班牙殖民者的记载——据说西班牙人曾“极力试图根除同性恋”。 阿兹特克神祇索奇皮利则是同性恋者和男妓的守护神。

### 1970年至今
墨西哥LGBT历史

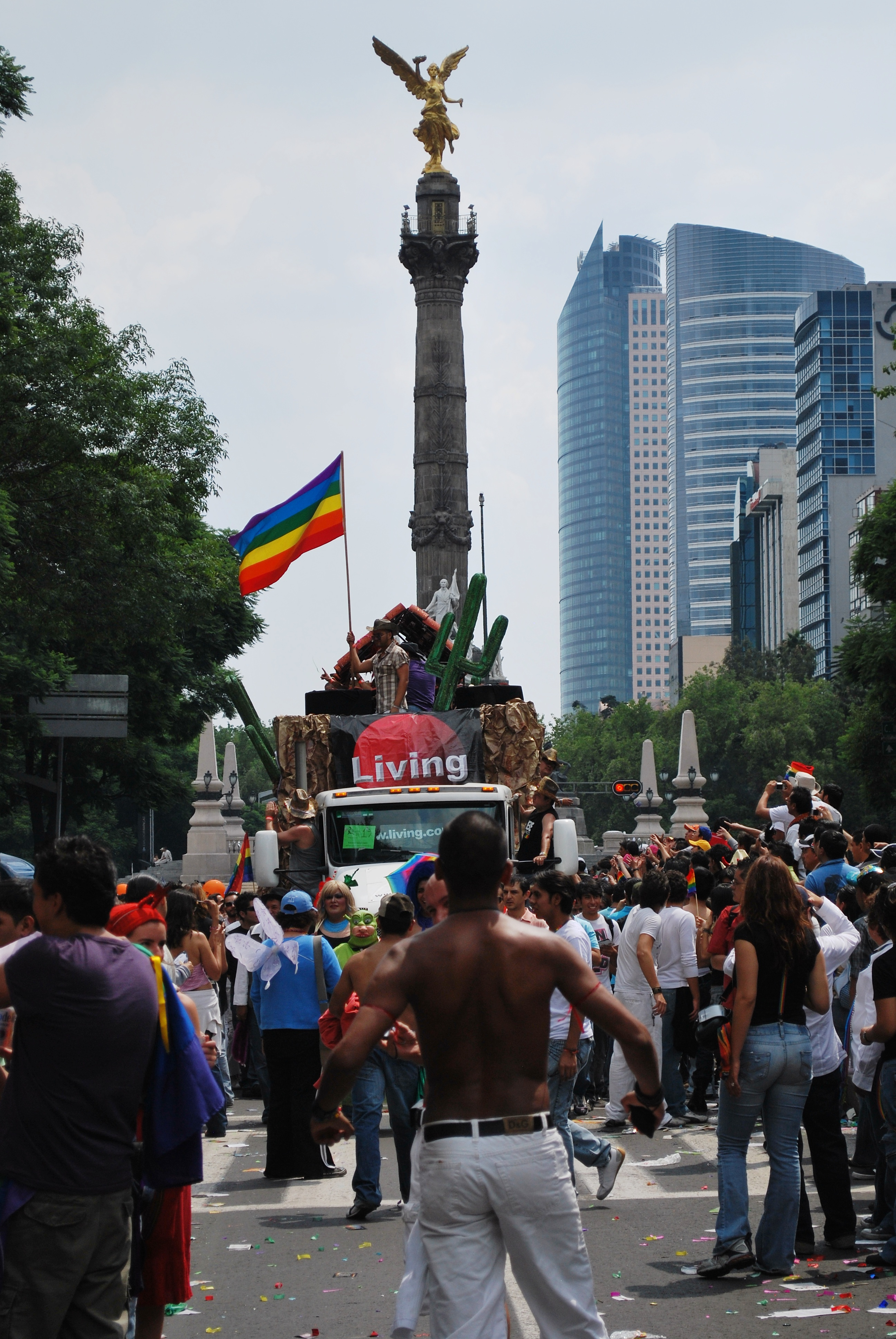
2009年墨西哥城举行的LGBT骄傲游行。1979年首次举行的游行（也称同志骄傲大游行）吸引了超过1000人参与。

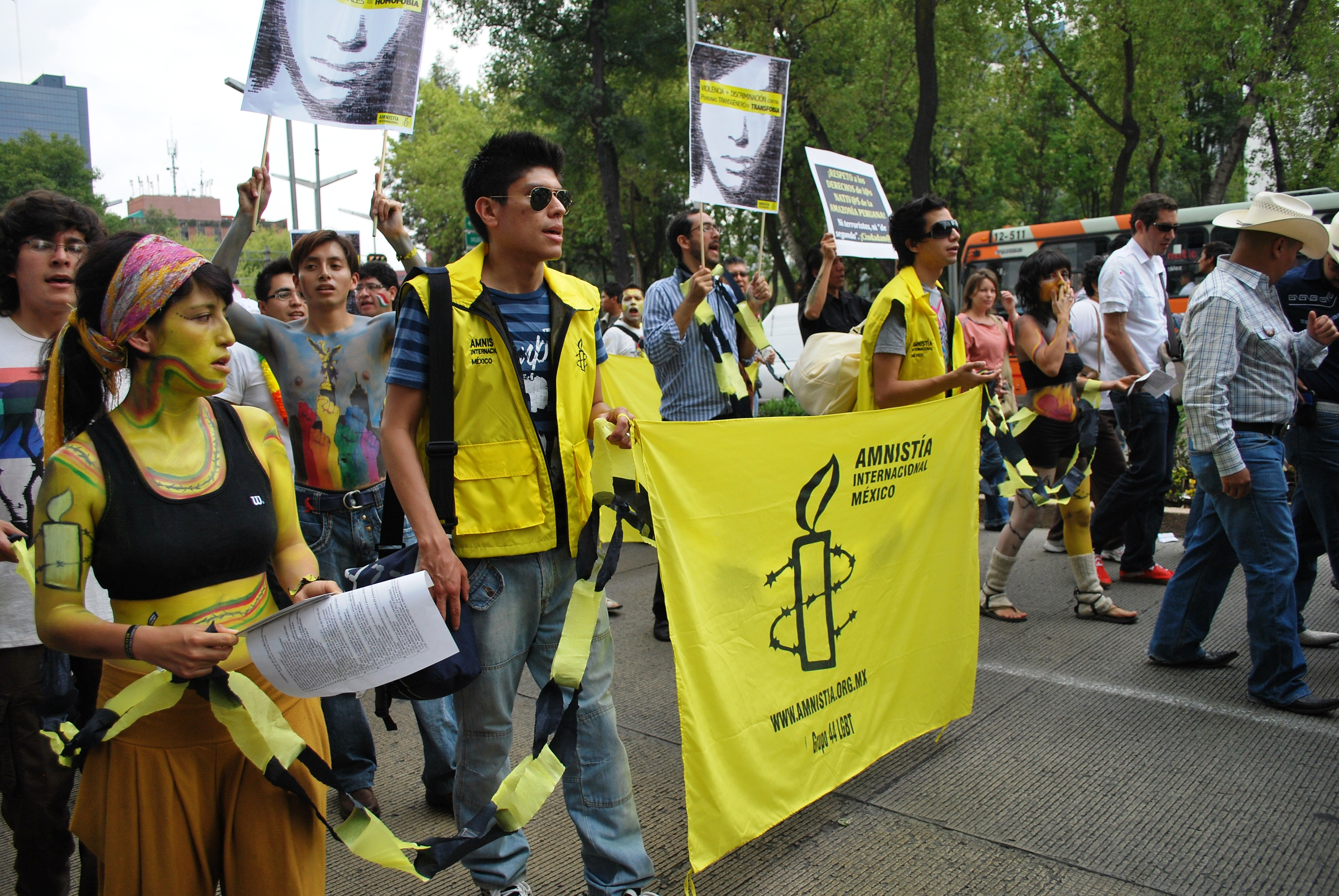
2009年墨西哥城同志骄傲游行上，LGBT游行者呼吁平权。

20世纪70年代初，受到美国石墙骚乱所引发的同性恋解放运动和1968年特拉特洛尔科事件的影响,墨西哥开始出现一些小型的政治和文化团体。最初，这些团体与政治左翼乃至女性主义组织有密切联系。拉丁美洲最早的LGBT组织之一是拉丁美洲最早的LGBT组织之一是墨西哥同性恋解放阵线（西班牙语：Frente de Liberación Homosexual），该组织于1971年成立，起因是一位 西尔斯百货员工因涉嫌同性恋行为在墨西哥城被解雇。
革命行动同性恋阵线(西班牙语：Frente Homosexual de Acción Revolucionaria) 抗议了1983年发生在瓜达拉哈拉 (墨西哥)的逮捕行动。20世纪80年代中期艾滋病（AIDS）的爆发引发了关于同性恋的大量辩论和公众讨论。许多不同立场的声音，包括支持者和反对者(如天主教),都参与了这些公共讨论，从而提高了社会对同性恋的认识和理解。LGBT群体在启动抗击艾滋病的各项计划中发挥了重要作用，这一转变使得对同性恋群体组织的关注（至少在短期内）有所减少。
1991年，墨西哥举办了国际LGBTI联合会 (ILGA)的一次会议，这是该协会首次在欧洲以外举办的会议。1997年，LGBT活动人士积极参与制定政治纲领，促使墨西哥城的女同性恋活动家帕特里亚·希门尼斯（Patria Jiménez） 通过比例代表制当选为联邦议会 (墨西哥)议员，代表左翼的民主革命党 (墨西哥) (PRD). 各地LGBT权利 advocate LGBT权利倡导者大卫·桑切斯·卡马乔（David Sánchez Camacho）也当选为墨西哥联邦特区立法大会（ALDF）议员。 
1999年8月，第一届女同性恋者与女同性恋女权主义者会议在墨西哥城举行。此次会议促成了在该国首都推动扩大LGBT权利的有组织行动。次月，由民主革命党（PRD）掌控的墨西哥联邦特区立法大会通过了一项禁令，禁止基于性取向的歧视，这是墨西哥首个此类法规。
自1979年起，墨西哥城就开始举办规模可观、参与人数众多的LGBT游行与骄傲游行；自1996年起，瓜达拉哈拉（墨西哥第二大城市）也开始举办类似活动。 2001年，墨西哥《联邦宪法》第一条修正，禁止基于包括性取向在内的多种因素的歧视，不过使用了措辞含糊的“偏好”（preferences）一词来表述性取向。2003年6月11日，一项联邦反歧视法正式生效，并设立了一个国家委员会以推动该法律的实施。同年，阿马兰塔·戈麦斯（Amaranta Gómez）作为前墨西哥可能党（Mexico Posible）
所属的首位跨性别国会议员候选人参选。2011年6月，更准确的“性取向”一词被正式纳入宪法第一条。
墨西哥的LGBT群体通过多种方式进行组织活动：包括地方组织、游行，以及成立举报仇恨犯罪的委员会。墨西哥拥有蓬勃发展的LGBT运动，全国多个都会区 (如墨西哥城, 蒙特雷, 蒂华纳, 和Puebla), 均有相关组织和众多LGBT刊物，但大多数活动集中在地方层面，因为全国性的努力常常在取得成效前就瓦解。

## 具体情况
| 同性性行为合法                                         | （继1871年） |
| 可發生性關係的法定年齡一致                             | （继1871年） |
| 反歧視法執行（僱傭）                                   | （继2003年） |
| 反歧視法適用於商品及服務法規                           | （继2003年） |
| 反歧視法適用於所有其他領域（包括：間接歧視、仇恨言論） | （继2003年） |
| 同性婚姻合法                                           | （开始于2010年，2022年全境合法） |
| 承認同性間的伴侶關係                                   | （继2010年） |
| 同性伴侶領養繼子女                                     | /（待全国合法） |
| 同性伴侶可共同領養                                     | /（仅在墨西哥城、阿瓜斯卡连特斯州、下加利福尼亚州、下加利福尼亚南部州、坎佩切州、恰帕斯州、奇瓦瓦州、科阿韦拉州、科利马州、杜兰戈州、伊达尔戈州、哈利斯科州、米却肯州、莫雷洛斯州、纳亚里特州、新莱昂州、普埃布拉州、克雷塔罗州、金塔纳罗奥州、圣路易斯波托西州和韦拉克鲁斯合法</ref>（待全国合法） |
| LGBT群體可公開從軍服役                                 | 是 |
| 置换性别合法                                           | （继2024年） |
| 女同性戀進行體外受精之合法管道                         | 是 |
| 男同性戀委託商業代理孕母                               | 否 |
| 男男性接触人群允许捐血                                 | （继2012年） |

1. 1 2

## 对同性关系的承认
墨西哥同性婚姻
墨西哥是由三十一个州和一个联邦区（亦称墨西哥城），组成的联邦国家。尽管有一部民法典，但每个州都有自己的法律规范同居关系与婚姻制度。民事结合和同性婚姻在联邦层级尚未获得承认。然而，大多数州已经就这些议题进行了立法讨论。
2013年11月，代表民主革命党 (墨西哥)(PRD)并来自塔巴斯科州的参议员费尔南多·马亚恩斯（Fernando Mayans）提出修改《联邦民法典》的提案，建议将婚姻定义为“两个人人自由结合的联合”。该提案随后被提交至参议院的司法、法律研究及人权委员会以作进一步审议。
墨西哥法律中有一项规定：如果一个州对同一问题作出五次具有相同结果的裁决，这些裁决将优先于现行法规，并构成推翻该法规的法律判例。这意味着，如果在某个州赢得了5起宪法保障令判决，法律就必须被修改，使得所有同性伴侣的婚姻合法化。同样重要的是，根据联邦法律，在墨西哥任何一个州缔结的同性婚姻在全国其他各州均被视为有效，即使某些州尚未立法允许同性婚姻。尽管根据法律规定，一个州在有五项「宪法保障令」（西班牙语：amparo）判决支持同性婚姻后应将其合法化，但该规定在实践中往往未被真正执行。在奇瓦瓦州，于2015年正式通过同性婚姻立法之前，已有近20起宪法保障令被裁定成立。多个州则选择无视或延迟同性婚姻的实施，有时甚至面临罚款。例如在塔毛利帕斯州，由于未能完成相关立法，该州议员曾被处以约100天工资的罚款。
2015年6月14日，墨西哥国家最高法院裁定，在所有州拒绝向同性伴侣发放结婚证违反宪法。这项裁决并未在全国范围内直接使同性婚姻合法化，但意味着当某个州政府面临由寻求婚姻承认的伴侣提起的宪法保障令时，必须予以批准；并且当达到一定数量的宪法保障令时，该州必须考虑将同性婚姻合法化。
2016年5月17日，墨西哥总统恩里克·佩尼亚·涅托签署了一项修改宪法的提案，该提案若经国会批准，将使全国范围内的同性婚姻合法化。2016年11月9日，委员会以19票对8票否决了该提案。不过，允许同性婚姻及同性伴侣收养的立法目前在几乎所有墨西哥各州都处于待审状态。
2018年选举导致全国再生运动党 (MORENA)在13个尚未立法承认同性婚姻的州中赢得了多数或相对多数的立法席位，这些州包括：(南下加利福尼亚州, 杜兰戈州, 格雷罗州, 伊达尔戈州, 墨西哥州, 瓦哈卡州, 圣路易斯波托西州, 锡那罗亚州, 索诺拉州, 塔巴斯科州, 特拉斯卡拉州, 韦拉克鲁斯州和萨卡特卡斯州)，以及在众议院和参议院与劳动党共同获得绝对多数席位，同时赢得总统职位。自此，LGBT 活动人士加强呼吁在联邦及各州层面合法化同性婚姻。支持同性婚姻的政党，包括莫雷纳党（MORENA）、劳工党（Labor Party）、民主革命党 和公民运动党, 在众议院共获得303个席位，参议院获得81个席位。此外，其他政党中也存在支持同性婚姻的议员。

### 墨西哥城
2000年，公开出柜的女同性恋政治人物及活动家恩诺埃·乌兰加（Enoé Uranga）在墨西哥城提出《共居伴侣法》（西班牙语：Ley de Sociedades de Convivencia，简称LSC），以期在当地实现同性伴侣合法结合。该法案原拟承认两位成年人的继承权与养老金权益，不论性取向。然而，由于右翼团体的广泛反对，加之当时市长安德烈斯·曼努埃尔·洛佩斯·奥夫拉多尔对该法案立场含糊，立法议会最终决定不予审议。由于左翼新任市长马塞洛·埃布拉德预计将在2006年12月上任，墨西哥城立法议会以43票赞成、17票反对通过了《共居伴侣法》（简称LSC）。该法律于2007年3月16日生效。
2009年11月24日，来自民主革命党 (墨西哥)的议员大卫·拉苏（David Razú）提出一项法案，旨在使墨西哥城同性婚姻合法化。该法案获得墨西哥城人权委员会以及600多个非政府组织的支持，包括国际同性恋者、双性恋者、跨性别者和双性人协会, 国际特赦组织和AIDS医疗基金会等。国家行动党(PAN)宣布将对该法案提出上诉或要求进行全民公投。
2009年12月18日，墨西哥城市议会以36票对22票否决了就该法案举行公投的提议。2009年12月21日，立法议会以39票赞成、20票反对及5票弃权通过该法案。2009年12月29日，时任市长马塞洛·埃布拉德签署该法案，使其成为法律。签署的法案于2010年3月4日生效。法律将该市《民法典》中婚姻的定义修改为“两个自由结合的人”。同时，也赋予同性伴侣收养子女的权利。
2010年2月，最高法院驳回了六个州对墨西哥城法律提出的违宪挑战。不过，联邦检察长单独对该法律提出违宪质疑，援引了墨西哥宪法中关于“保护家庭”的条款。五个月后，最高法院以9比2的投票结果裁定该法律未违反宪法。

### 各州的民事结合

墨西哥各州同性伴侣民事结合的法律状态。
性别中立的民事结合。
曾实施同性伴侣民事结合，后被婚姻制度取代。
从未实施民事结合。

2007年1月11日，墨西哥北部州科阿韦拉州议会以20票对13票的表决结果通过了名为pacto civil de solidaridad（团结民事契约，简称PCS）的墨西哥同性婚姻法案，赋予同性伴侣在财产与继承等方面的权利。该法案由中间派革命制度党的国会议员胡列塔·洛佩斯（Julieta López）提出，该党派的十九名议员投下赞成票。中间偏右的国家行动党（PAN）反对此法案，其党籍议员路易斯·阿尔韦托·门多萨（Luis Alberto Mendoza）表示，该新法是「对家庭的攻击」，而「家庭是社会的自然单位，由一男一女组成」。除此之外，民事伴侣协议（PCS）几乎没有遇到反对，且得到了主教何塞·劳尔·韦拉主教。与墨西哥城的法律不同，一旦同性伴侣在科阿韦拉州登记，该州将保护他们的权利（无论他们居住在墨西哥的何处）。二十天后，该国首对同性民事结合在科阿韦拉州的萨尔蒂约举行。
2013年4月11日，民主革命党在坎佩切州提出了一项合法化民事结合的提案。该法案于2013年12月20日获得全票通过，涵盖同性及异性伴侣，但特别规定“不得构成婚姻与同居的民事结合”。另一项区别是，该法案登记对象不是民事登记处，而是财产与贸易公共登记处。
2013年7月，科利马州议会批准了一项宪法修正案，授权同性伴侣通过订立婚姻关系合法形式化其结合，并享有“与订立民事婚姻相同的权利和义务”。2016年5月5日，科利马州废除了民事结合法，转而通过了同性婚姻立法。
2013年，来自民主革命党 (PRD), 革命制度党 (PRI), 墨西哥生态主义绿党 (PVEM), 公民运动(MC)及一名无党籍议员，向哈利斯科州议会提出了《自由共居法》（西班牙语：Ley de Libre Convivencia）。该法案规定，哈利斯科州允许同性伴侣缔结民事结合，但不将其视为婚姻。该法案未授权同性伴侣收养权，并规定民事结合必须由公证人办理。2013年10月31日，哈利斯科州议会以20票赞成、15票反对通过了该法案，1人弃权，3人缺席。该法律于2014年1月1日生效。2018年9月13日，墨西哥最高法院以程序性理由废止了该法律。
2015年8月27日，司法与人权委员会宣布将为米却肯州的同性伴侣制定民事结合法。2015年9月7日，米却肯州议会以全票通过该法案，表决结果为34票赞成，0票反对。该法案于2015年9月30日刊登在该州的官方公报上。该法案于2015年9月30日刊登在该州的官方公报上。
2016年12月，特拉斯卡拉州议会以18票赞成、4票反对通过了一项民事结合法案。该法案于2017年1月12日生效。

### 同性婚姻在各州的状况
墨西哥各州（墨西哥各州）的同性婚姻状况复杂。此前，这些婚姻在全国范围内获得承认（即使是在那些同性伴侣无法结婚的州），并被多个联邦部门和机构认可。同性婚姻的合法化是通过不同方式实现的：
- [1]立法行动（如在巴哈加利福尼亚南州（英语：Same-sex marriage in Baja California Sur）

, 坎佩切州, 科阿韦拉州, 科利马州, 格雷罗州, 伊达尔戈州, 墨西哥州, 墨西哥城, 米却肯州, 莫雷洛斯州, 纳亚里特州
, 瓦哈卡州, 克雷塔罗州, 圣路易斯波托西州, 锡那罗亚州, 塔巴斯科州, 塔毛利帕斯州, 特拉斯卡拉州, 尤卡坦和萨卡特卡斯)
- [2] 行政决定，即州政府或民事登记处选择停止执行其对同性婚姻的禁止（Baja California 后被立法确认、Chihuahua、Durango 后被立法确认、Quintana Roo（英语：Same-sex marriage in Quintana Roo） 事实上的立法确认以及 Guanajuato）
- [3] 最高法院判决（Aguascalientes、Chiapas、哈利斯科（后被立法确认）、Nuevo León（英语：Same-sex marriage in Nuevo León）（后被立法确认）、Puebla（后被立法确认）、Querétaro（后被立法确认）、Veracruz（后被立法确认）和Zacatecas（后被立法确认））

墨西哥最高法院的法律权限有限，不能一次性在全国范围内合法化同性婚姻。不过，它可以通过所谓的“违宪审查程序”，在特定情况下逐个州地合法化同性婚姻。
通过这一程序，最高法院可以直接废止州法律，使其无法执行且无效（从而命令该州发放同性婚姻许可）。违宪诉讼必须在相关法律生效后30天内提出。上述五个州的地方议会曾修改了婚姻法，但仍保留了禁止同性婚姻的条款。LGBT团体随后向最高法院提起了诉讼。州立法机构很可能没有意识到他们制定的禁令将会被废止。
还有第四种方法。如果某个州的官员多次对“amparo”（宪法保护令）案件向联邦上诉法院提出上诉并连续五次败诉（注意，自2015年以来，墨西哥任何法院均不得裁定反对同性婚姻），而上诉法院随后将结果提交最高法院（SCJN），那么最高法院可以强制该州立法机关废除其禁令。它会给该州一个截止期限，通常是90个或180个工作日，要求该州必须修改相关法律。如果该州未能在截止日期之前修改法律以允许同性婚姻，法院将发布一项“普遍违宪声明”，并宣布该法律无效。在这些情况下，amparo（保护令）也被称为“裁决”。然而，这一程序可能没有违宪诉讼程序那么有效。

#### 发展历程
2011年11月28日，金塔纳罗奥州首次发生了两起同性婚姻，这一现象源于发现该州民法典并未明确禁止同性婚姻，但是这些婚姻后来在2012年4月被州长宣布无效。“2012年5月，昆塔纳罗奥州国务秘书撤销了婚姻无效的决定，并允许在该州今后进行同性婚姻登记。”
墨西哥最高法院于2012年12月裁定，瓦哈卡州的婚姻法违宪，原因是该法将婚姻仪式限定为一男一女，目的是“延续物种”。2013年，一对女同性恋伴侣在该裁决后成为首对结婚的同性伴侣。不过，该裁决并未使该州同性婚姻合法化，而是针对同性婚姻禁令建立了司法判例。
2014年2月11日，科阿韦拉州议会批准了同性伴侣的收养权；随后，2014年9月1日通过了一项同性婚姻合法化法案，使科阿韦拉成为墨西哥第二个修改民法典以允许合法同性婚姻的辖区。它于9月17日生效，首对同性伴侣于9月20日登记结婚。
2015年6月12日，奇瓦瓦州州长宣布，其政府将不再反对在该州内进行同性婚姻。该命令立即生效，使奇瓦瓦成为第三个将同性婚姻合法化的州。
2015年6月25日，继最高法院裁决之后，格雷罗州的一名民事登记官宣布，他们计划于2015年7月10日举办一场集体同性婚姻仪式，并指出必须通过州议会修改法律，允许性别中立的婚姻，才能正式实施。登记处公布了更多计划细节，表示只有该州的部分登记处能够参与这次集体婚姻活动。
州长指示民政机构批准同性婚姻许可。2015年7月10日罗赫略·奥尔特加·马丁内斯州长在阿卡普尔科为20对同性伴侣主持了婚礼。然而，该州并非所有市镇都执行同性婚姻登记。
2015年12月17日，纳亚里特州议会通过了一项合法化同性婚姻的法案。2016年1月，墨西哥最高法院宣布哈利斯科州的《民法典》因将婚姻限制为异性之间而违宪，从而实质上在该州实现了同性婚姻合法化。尽管该裁决于2016年4月21日正式刊登于《官方公报》（Diario Oficial de la Federación）并自当日起生效，但包括巴亚尔塔港, 瓜达拉哈拉 (墨西哥)和特拉克帕克在内的多个市政当局早已开始颁发同性婚姻许可证。2016年5月12日，哈利斯科州议会正式指示该州所有市政当局发放同性婚姻证书。它直到2022年4月6日才修改其《民法典》，以符合该裁决的要求。5月10日，坎佩切州议会通过了一项同性婚姻法案。2016年5月18日，米却肯州和莫雷洛斯州分别通过法案，允许同性婚姻合法化。2016年5月25日，科利马州议会通过了一项合法化同性婚姻的法案。
在第四起独立的违宪诉讼中，墨西哥最高法院于2017年7月11日使恰帕斯州的同性婚姻合法化，2017年8月1日，在普埃布拉州，2019年2月19日，在新莱昂州，以及在2019年4月2日，于阿瓜斯卡连特斯州。这些裁决在《联邦官方日报》公布后生效。奇亚帕斯州的裁决于2018年5月11日公布，但当地民事登记处已于2017年10月30日开始颁发同性婚姻许可证。普埃布拉和新莱昂的裁决分别于2018年2月16日和2019年5月31日公布。普埃布拉州议会于2020年11月修订其民法典，以遵守该裁决。
2017年11月3日，下加利福尼亚州政府宣布将停止执行其对同性婚姻的禁令，并指示民事登记员开始向同性伴侣发放结婚证。下加利福尼亚州议会随后于2021年6月将该决定正式纳入法律和州宪法中。同样，在南部的瓦哈卡州, 当地民事登记处于2018年8月宣布将接受全州范围内的同性婚姻申请，州议会随后于2019年8月修订民法典，允许同性婚姻。

## 外部連結
- 反歧視國家委員會 — 官方網站
- MexGay （页面存档备份，存于） — 墨西哥同志友善旅遊景點相關資訊

1. ↑  依据墨西哥司法惯例，五个一致的「保障令」（amparos）判决可构成司法先例，迫使地方立法机关修改与宪法相抵触的法律。